# TSG Bietigheim
Die TSG Bietigheim ist ein Tanzsportverein in Bietigheim-Bissingen. Im Leistungssportbereich verfügt der Verein über Einzelpaare und Formationen in der Sparte Lateinamerikanische Tänze. Im Breitensportbereich verfügt er unter anderem über Angebote im Standard- und Lateintanz, West Coast Swing und Line Dance sowie Fitnessangebote.

## Geschichte
Der Verein wurde 1992 als Tanzsportclub Bietigheim-Bissingen gegründet. Anfang 2007 wurde der Name des Vereins in Tanzsportgemeinschaft Bietigheim geändert.
Die Latein-A-Formation des Vereins tanzt seit der Saison 2022/23 in der 1. Bundesliga Latein.

## Lateinformationen

### A-Team
Eine Lateinformation im Verein besteht seit Mitte der 1990er-Jahre. Diese trat zunächst als Formationsgemeinschaft der Vereine TSA Bietigheim und TSG Teutonia Bietigheim an. Die Mannschaft tanzte überwiegend in der Oberliga Süd Latein, zeitweise auch in der Regionalliga Süd Latein.
Nachdem die Mannschaft in der Saison 2014/15 in die Regionalliga Süd Latein aufgestiegen war, folgte in der Saison 2016/17 der Aufstieg in die 2. Bundesliga Latein. Hier tanzte die Mannschaft bis zur Saison 2021/22, die sie auf dem ersten Platz der Liga abschloss und nach dem Gewinn des Aufstiegsturniers in die 1. Bundesliga Latein aufstieg.
Musikalische Themen und Platzierungen in der Bundesliga Latein:
- 2017/18: 3. Platz (2. BL), „Burning Up“
- 2018/19: 6. Platz (2. BL), „Stronger“
- 2019/20: 5. Platz (2. BL), „Stronger“
- 2020/21: wegen der COVID-19-Pandemie nicht ausgetragen
- 2021/22: 1. Platz (2. BL), „Dance is Life“, Aufstieg in die 1. Bundesliga Latein
- 2022/23: „Dance is Life“
- 2023/24: „Heart and Soul“

Trainer der Mannschaft sind Stefan Cramer und Nadine Chifari.

### Weitere Lateinformationen
Ein B-Team trat erstmals 2000 zu Ligawettkämpfen an, damals noch unter dem Namen TSG Teutonia Bietigheim. Nach einer Pause in der Saison 2011/12, in der kein B-Team zusammengestellt werden konnte, existiert seit der Saison 2012/13 wieder ein B-Team im Verein. In der Saison 2021/22 tanzte die Mannschaft in der 2. Bundesliga Süd Latein.
2008/09 und 2009/10 trat auch ein C-Team des Vereins zu Ligawettkämpfen an. Seit der Saison 2015/16 gibt es mit dem C-Team erneut eine Nachwuchsmannschaft im Verein. 2021/22 und 2022/23 trat die Mannschaft nicht an.